# Моравская звезда
Моравская (гернгутская) звезда (нем. Herrnhuter Stern, англ. Moravian star) — популярное рождественское украшение в странах Запада, симметричная объёмная многолучевая звезда, символизирующая Вифлеемскую звезду. Моравские звёзды известны с первой половины XIX века и получили своё название от религиозной общины моравских братьев, или гернгутеров, в которой впервые было изготовлено такое украшение.

## История

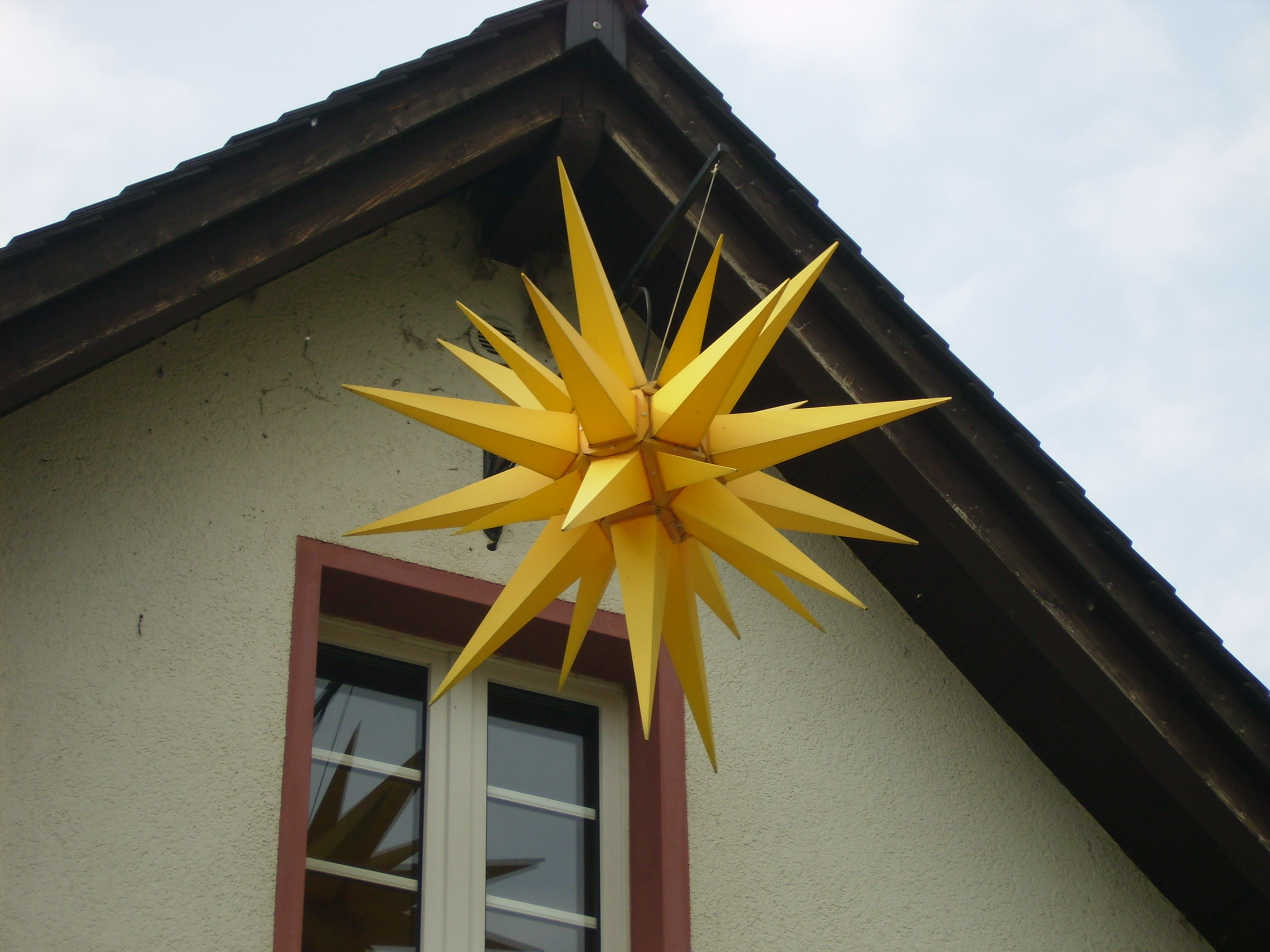
Моравская звезда висит у церкви

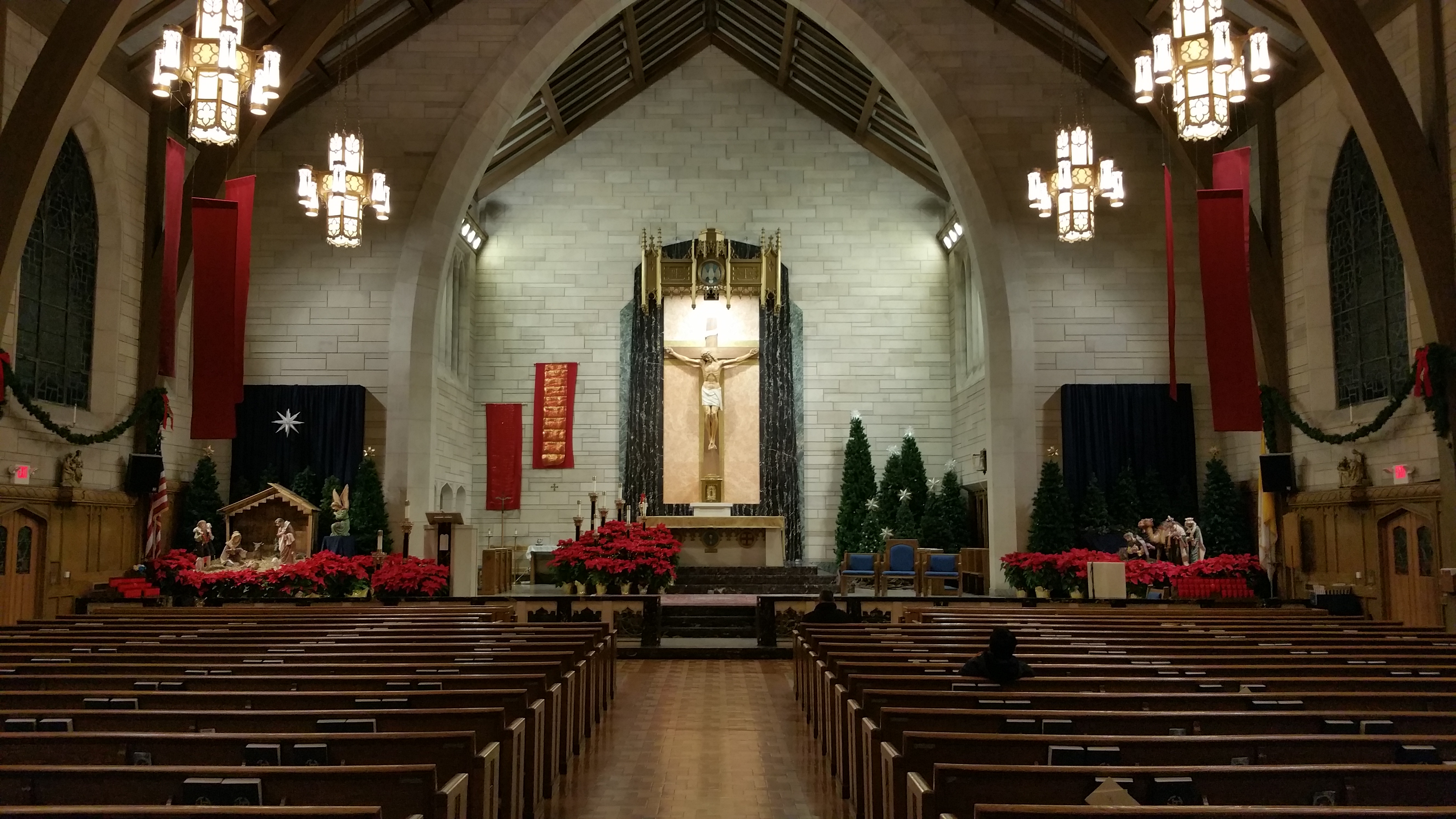
Моравская звезда висит над Рождественским вертепом в святилище римско-католической церкви Святого Павла (слева).

Первая моравская звезда была изготовлена в 30-е годы XIX века в находящейся в ведении моравской церкви школе для мальчиков в Ниски (Саксония). Известно, что звезда, имевшая 110 лучей, была изготовлена к 50-летию школы, и легенда приписывает её создание учителю математики, который с её помощью пытался иллюстрировать геометрические принципы для своих учеников. Звезда представляла собой многогранник, к каждой грани которого была приклеена пирамида. Следующее свидетельство о моравской звезде в Германии датируется 1887 годом, когда она появилась в интернате для мальчиков в Будышине (также в Саксонии). Собравшие её учителя вывесили её в школе в дни Адвента (есть также указания, что уже в 1842 году моравские звёзды украшали рождественскую ёлку в Уильямсбурге, штат Виргиния). В 90-е годы XIX века было впервые налажено коммерческое производство и продажа моравских звёзд. Первым производителем стал владелец книжного магазина в Гернгуте Хендрик Питер Вербек, разработавший ставший традиционным дизайн 25-лучевой звезды, а в 1925 году запатентовавший пустотелую модель. Первые звёзды освещались изнутри лампами на рапсовом масле, которое позже сменил керосин, а ещё позднее — электрические лампы.
К началу XX века хрупкие бумажные звёзды были вытеснены более прочными изделиями из стальных листов и реек, либо из бумаги на металлическом каркасе. Появились разборные модели, переживавшие период от Рождества до Рождества в сложенном виде. Украшение вначале распространялось в общинах моравских братьев и с 1925 года вывешивалось на Адвент в их церквях, но затем вышло за пределы этой группы населения, получив своё современное название.
Когда Первая мировая война прервала производство оригинальных гернгутских звёзд, их стала поставлять американским гернгутерам мастерская в Уинстон-Сейлеме (Северная Каролина) — городе, основанном прихожанами моравской церкви. Широкой американской публике моравская звезда стала известна после того, как в 1924 году писательница Винифрид Киркланд рассказала о своём визите в Уинстон-Сейлем во время зимних праздников в книге «Звезда ещё сияет». В 1968 году было вновь налажено производство моравских звёзд в самом Гернгуте, откуда по всему миру разошлось около полутора миллионов экземпляров.

## Культурное значение

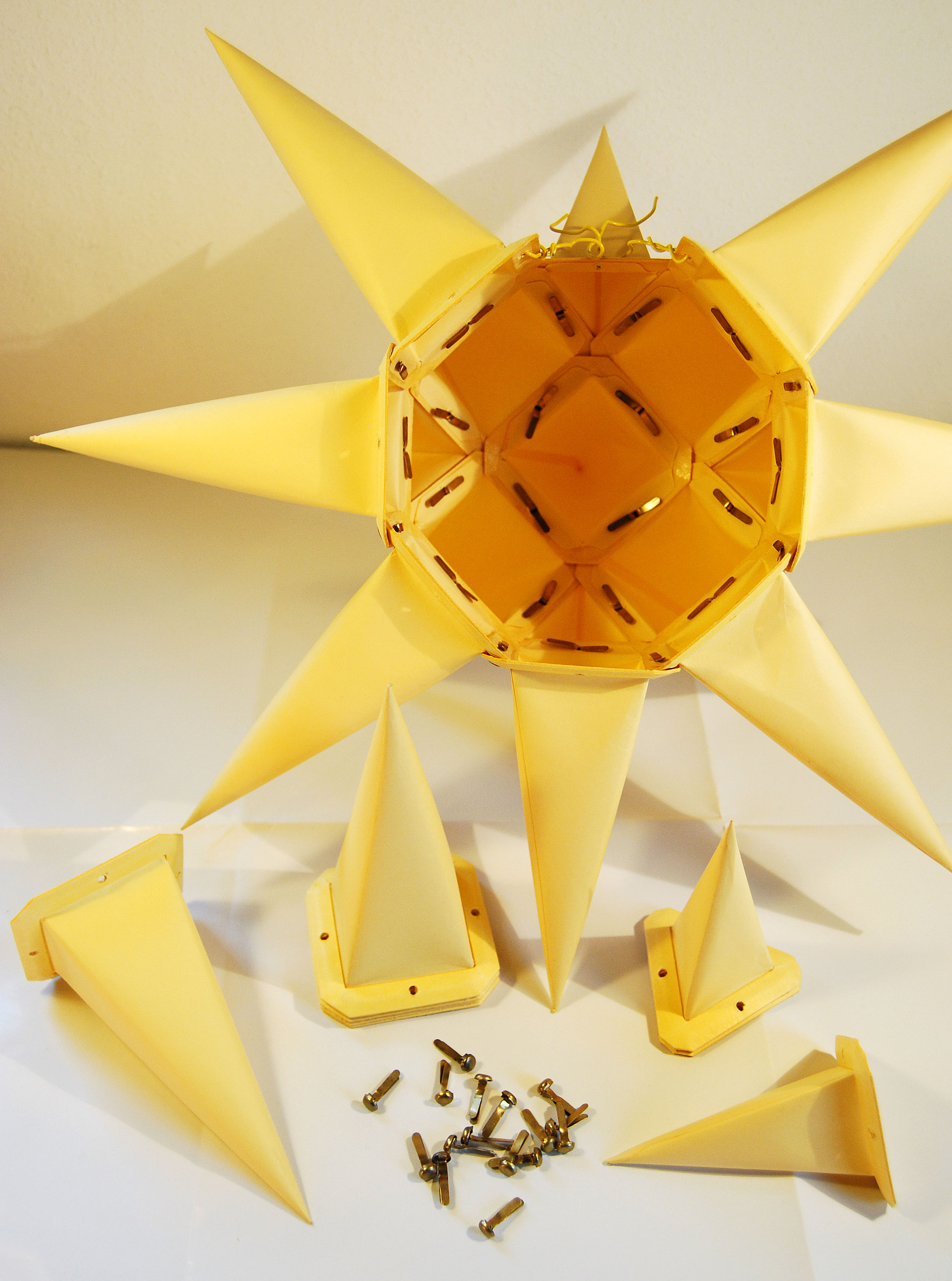
Моравская звезда в процессе сборки

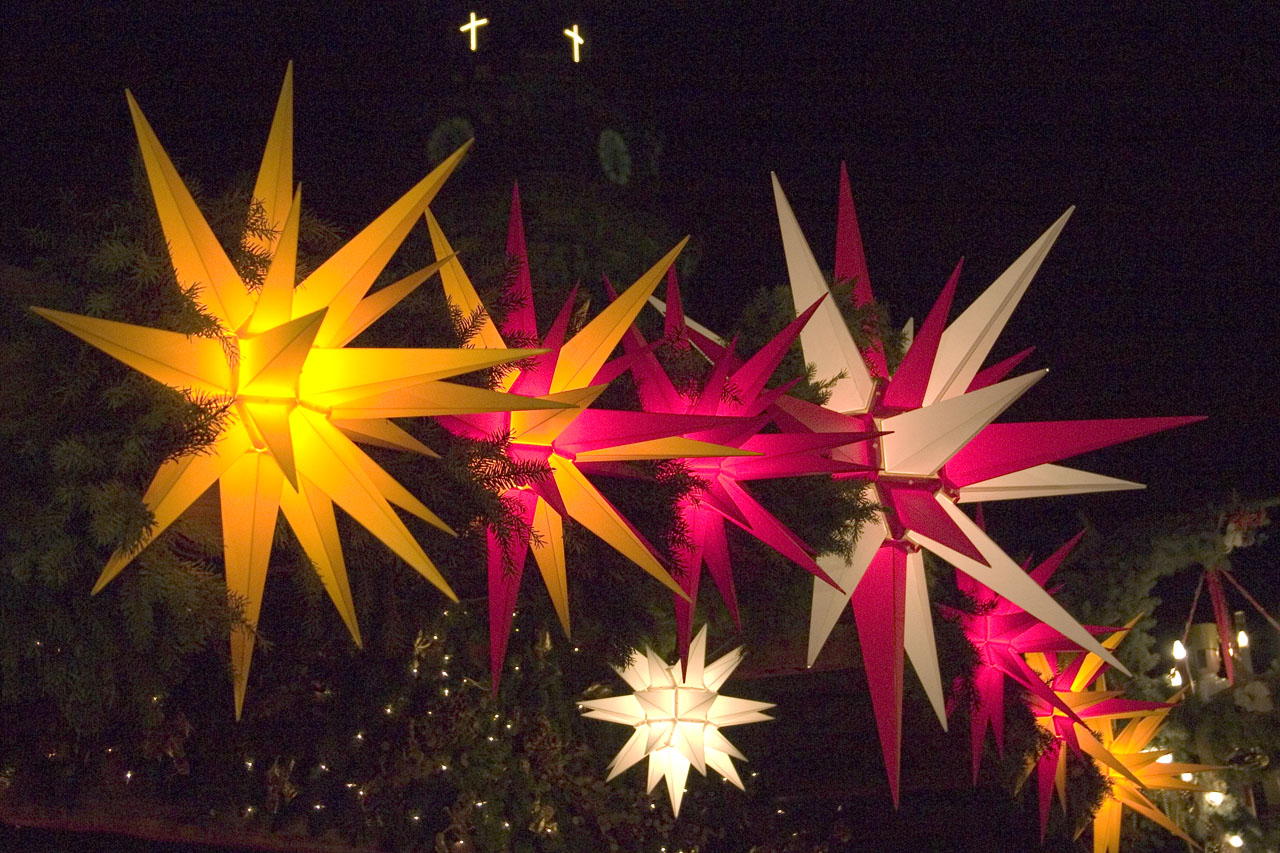
Моравские звёзды в Дрездене

Моравские звёзды сохраняют своё значение как символ моравской религиозной общины. Звёзды традиционно вывешивают в первое воскресенье Адвента и снимают после 6 января — даты праздника Богоявления в западных христианских конгрегациях. В Уинстон-Сейлеме десятиметровая алюминиевая моравская звезда весом в полторы тонны — по-видимому, одна из самых больших за всю историю их существования, — украшает северную башню медицинского центра местного университета.
В настоящее время владельцем прав на название и форму является фирма Herrnhuter Sterne GmbH в Германии, основанная в 1991 году под эгидой моравской церкви. Однако традиция изготовления самодельных звёзд до сих пор жива в школах-интернатах, где оно является одним из популярных среди детей занятий в преддверии Рождества.
Хотя число лучей моравской звезды может составлять от 16 до 110, звезда классического дизайна, используемого до настоящего времени, оснащена 25 лучами, 17 из которых в сечении образуют четырёхугольник, а остальные восемь — треугольник. Выпускаются красные и жёлтые звёзды, а также звёзды традиционных рождественских цветов.

## Галерея

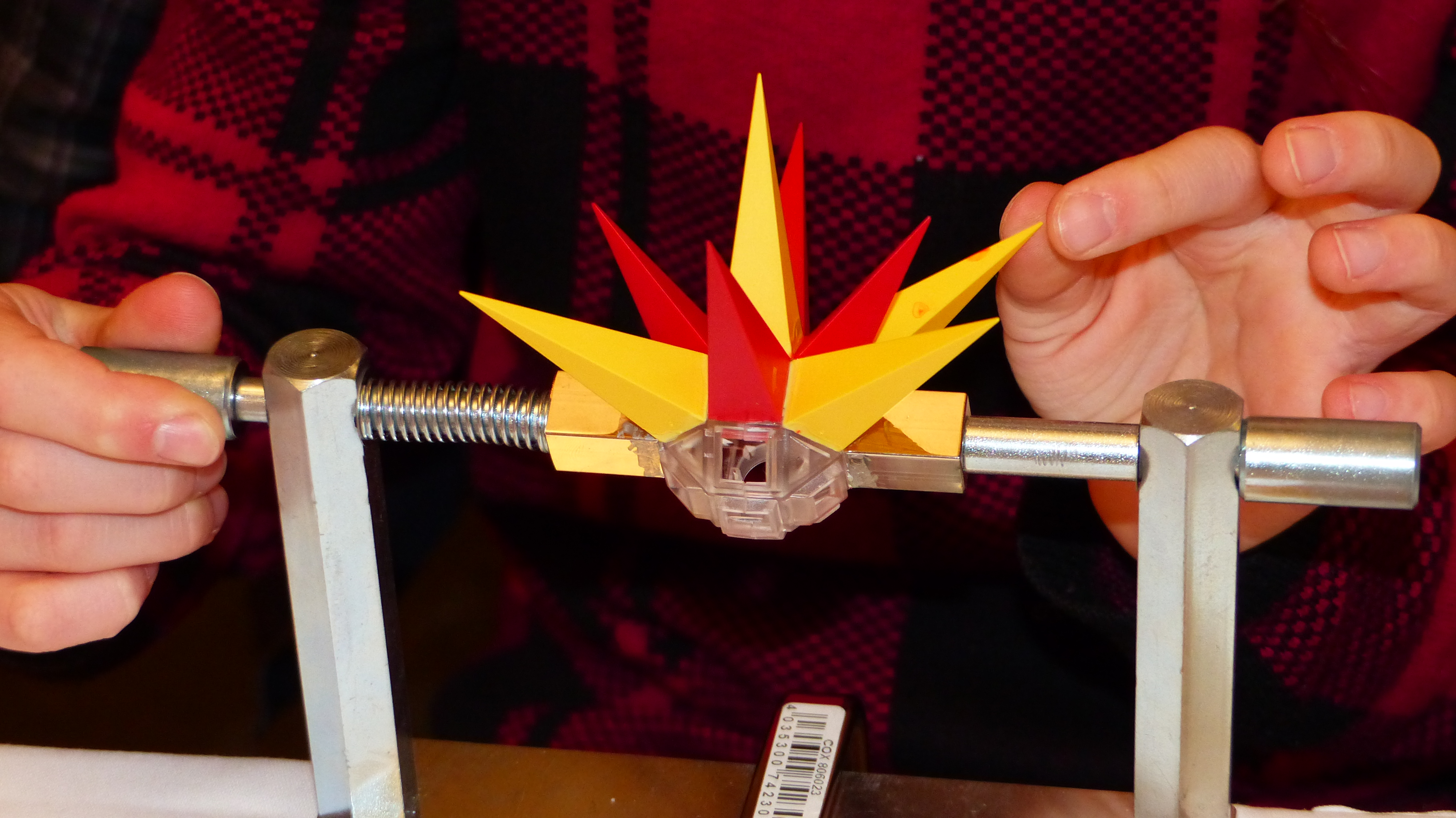
Сборка маленькой моравской звезды
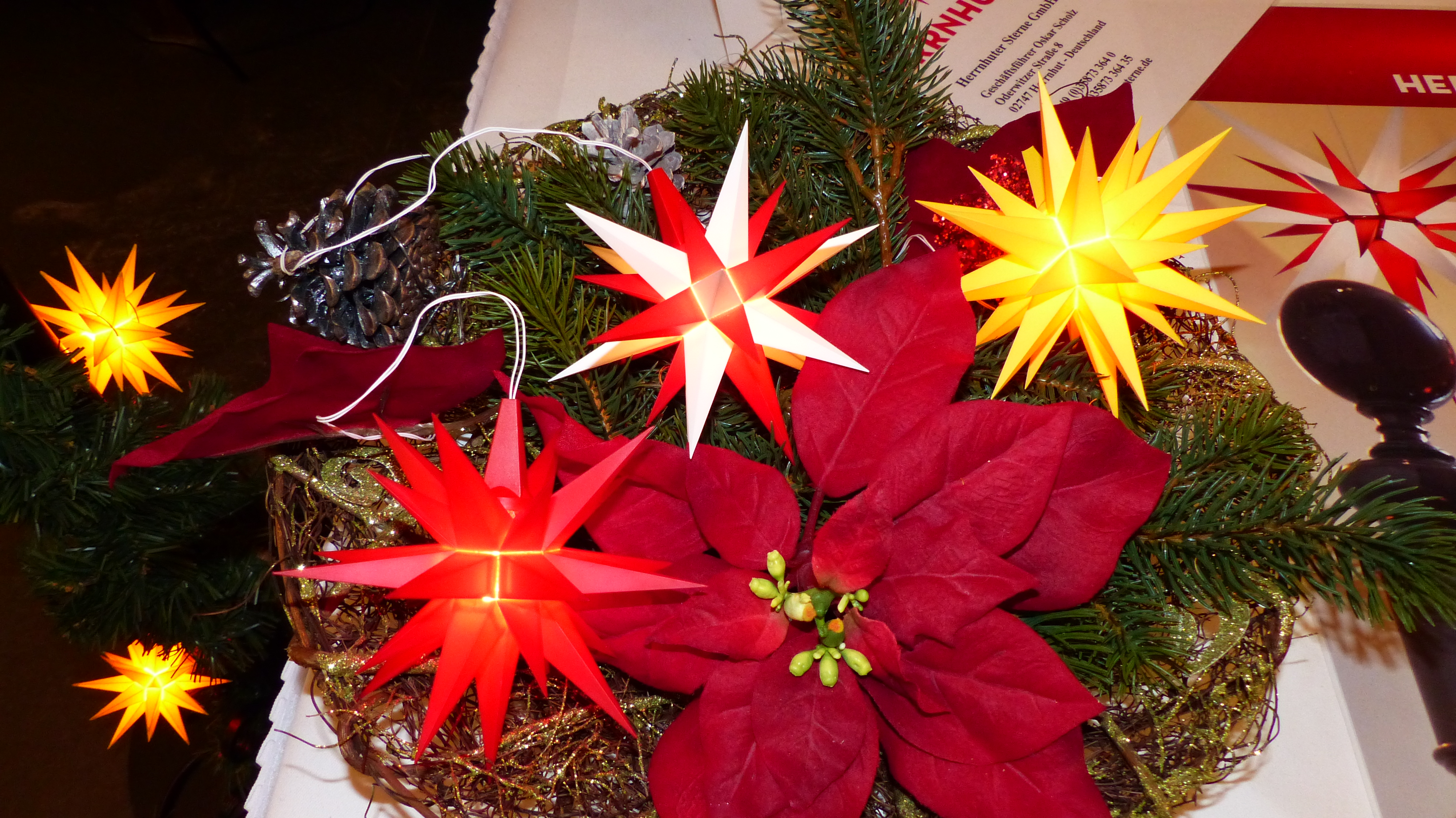
Маленькие моравские звёзды
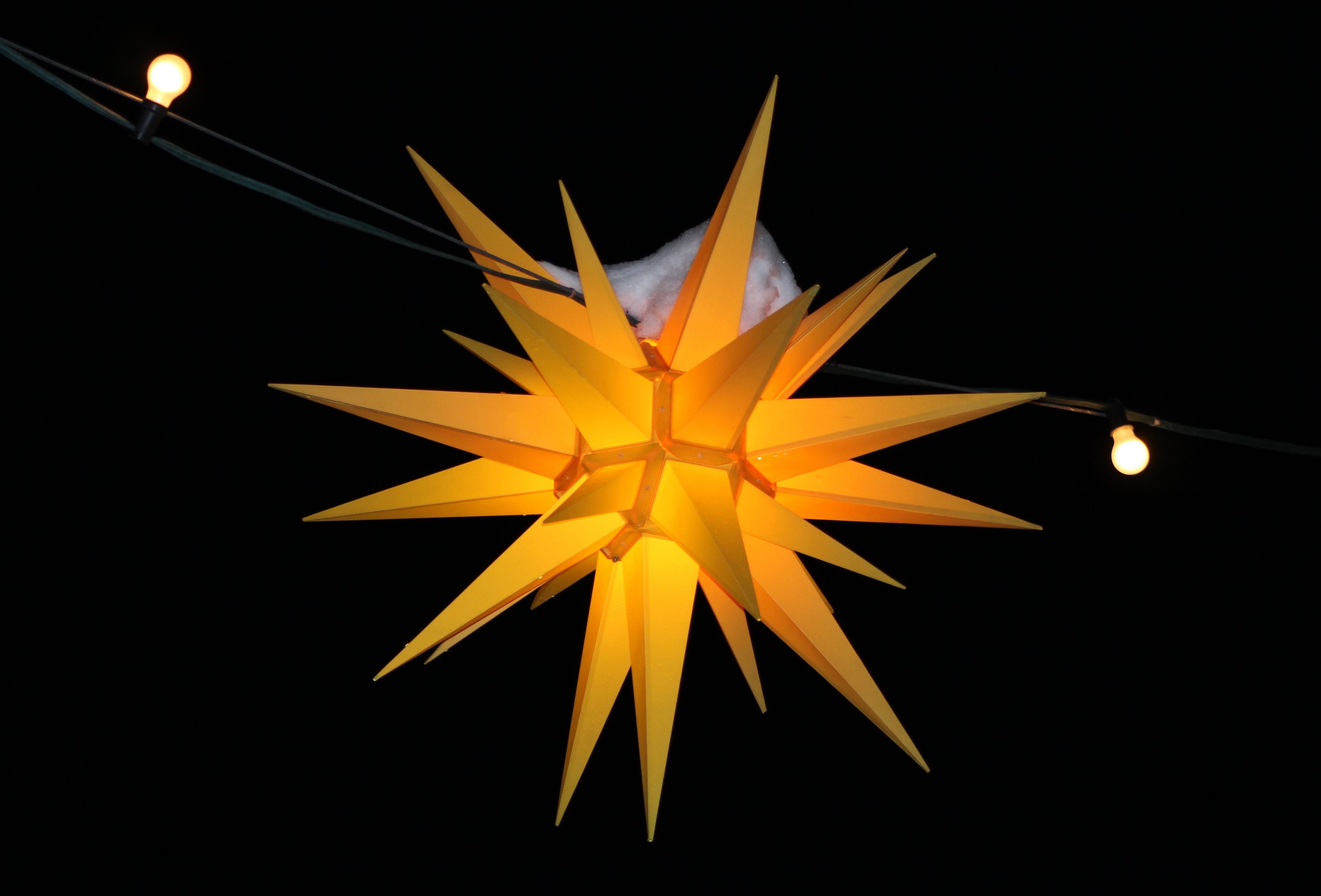
Моравская звезда в Хартенштайне
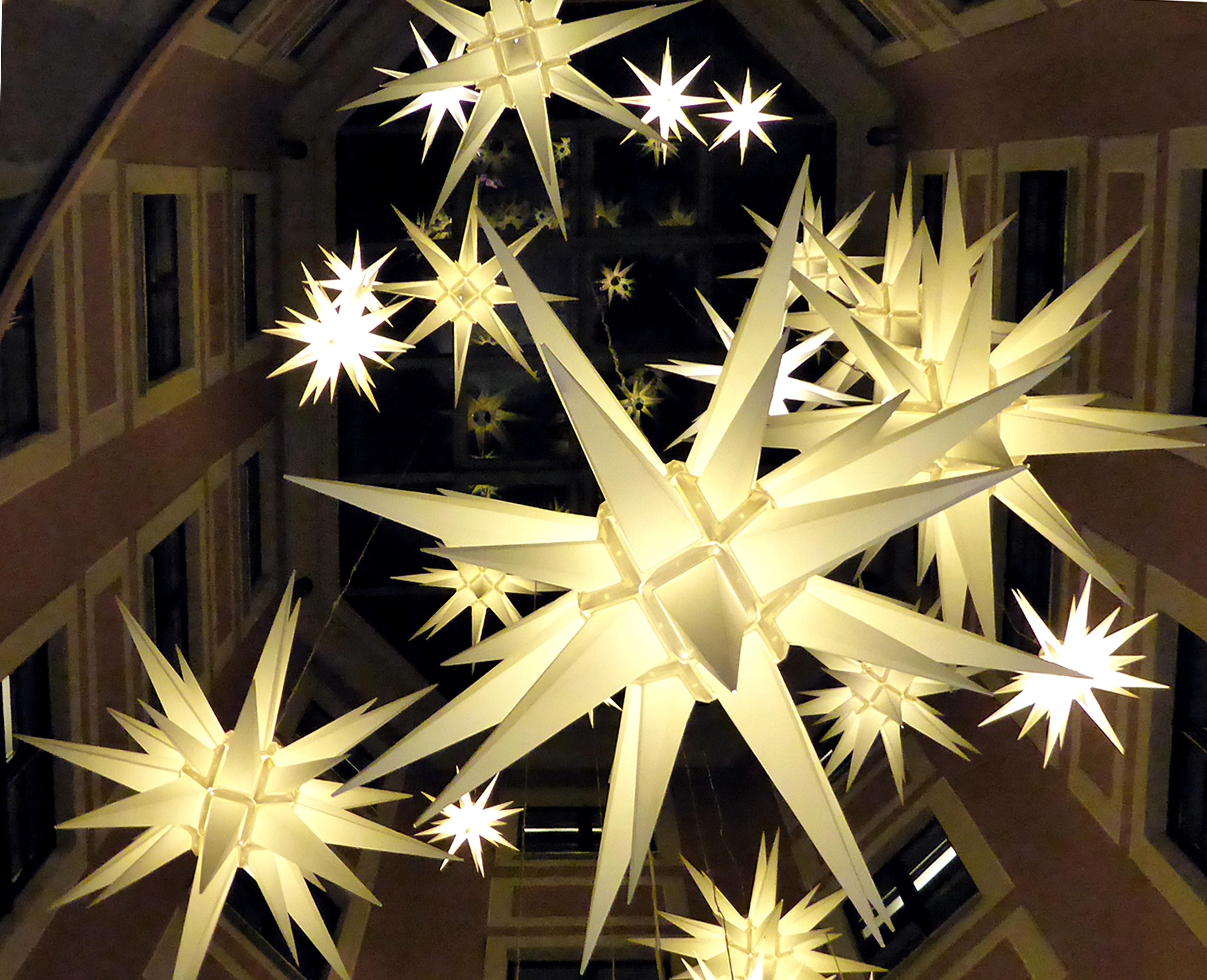
Белые моравские звезды в Дрездене
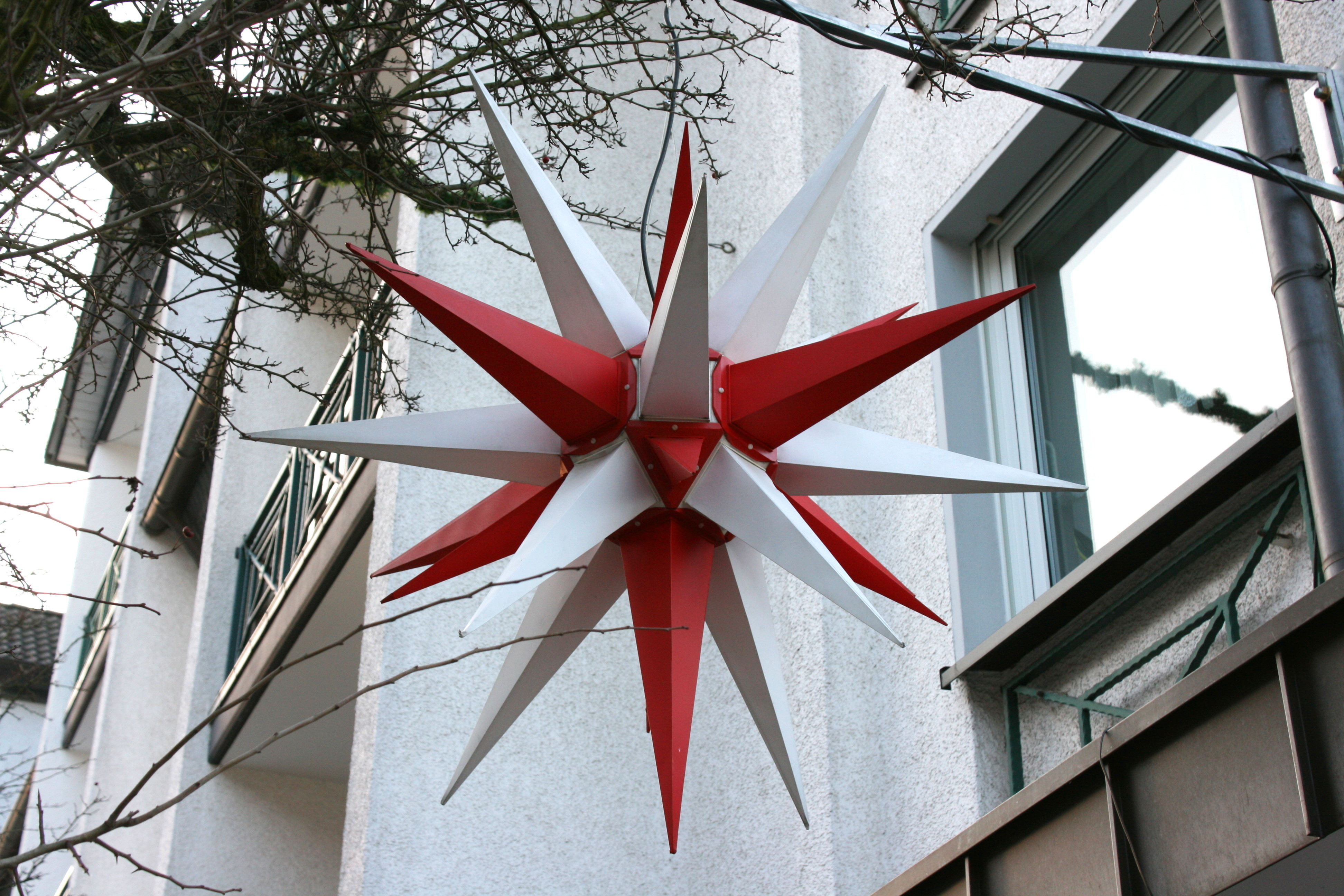
Двухцветная звезда в Лайхлингене
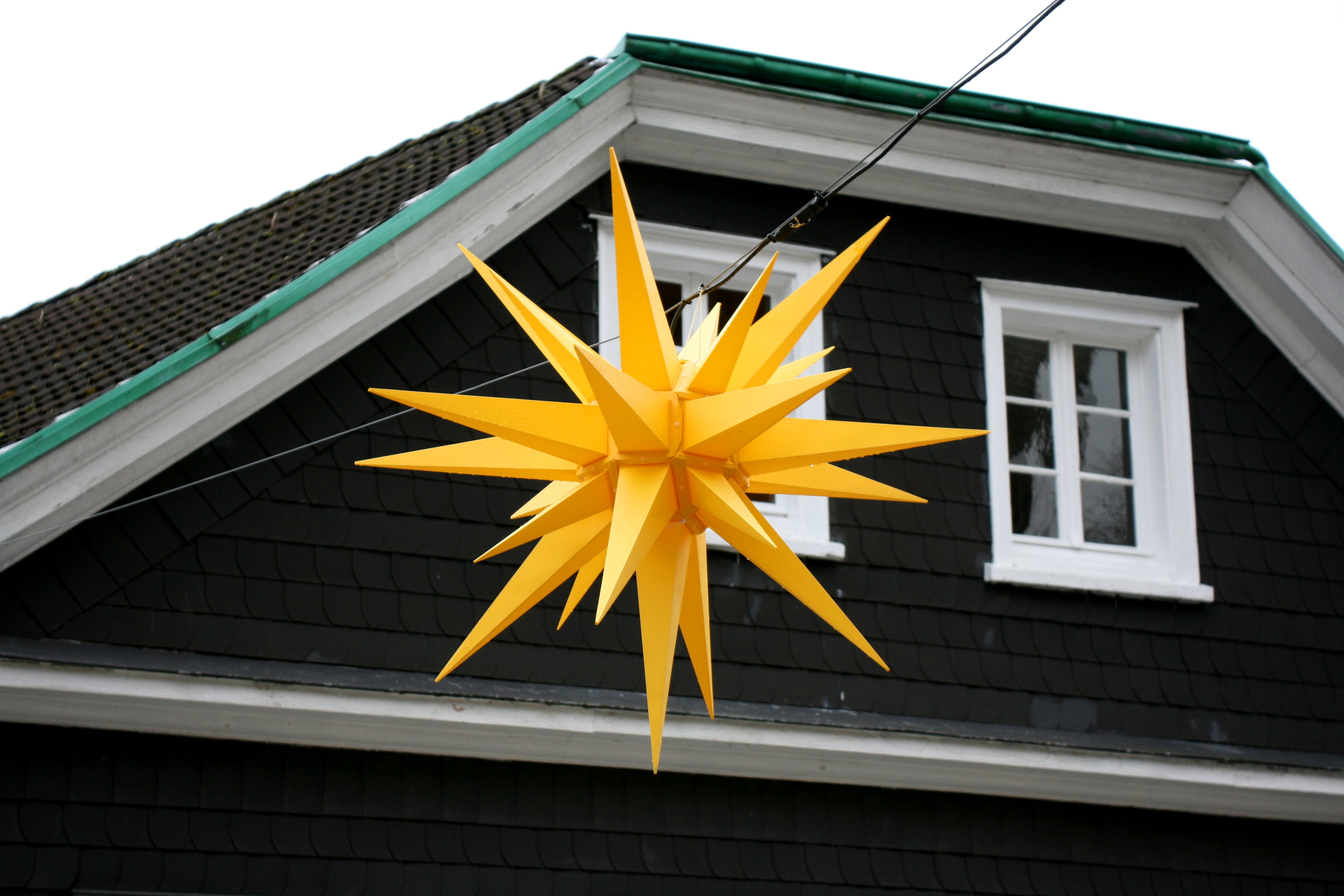
Жёлтая звезда в качестве внешнего украшения в Ремсшайд
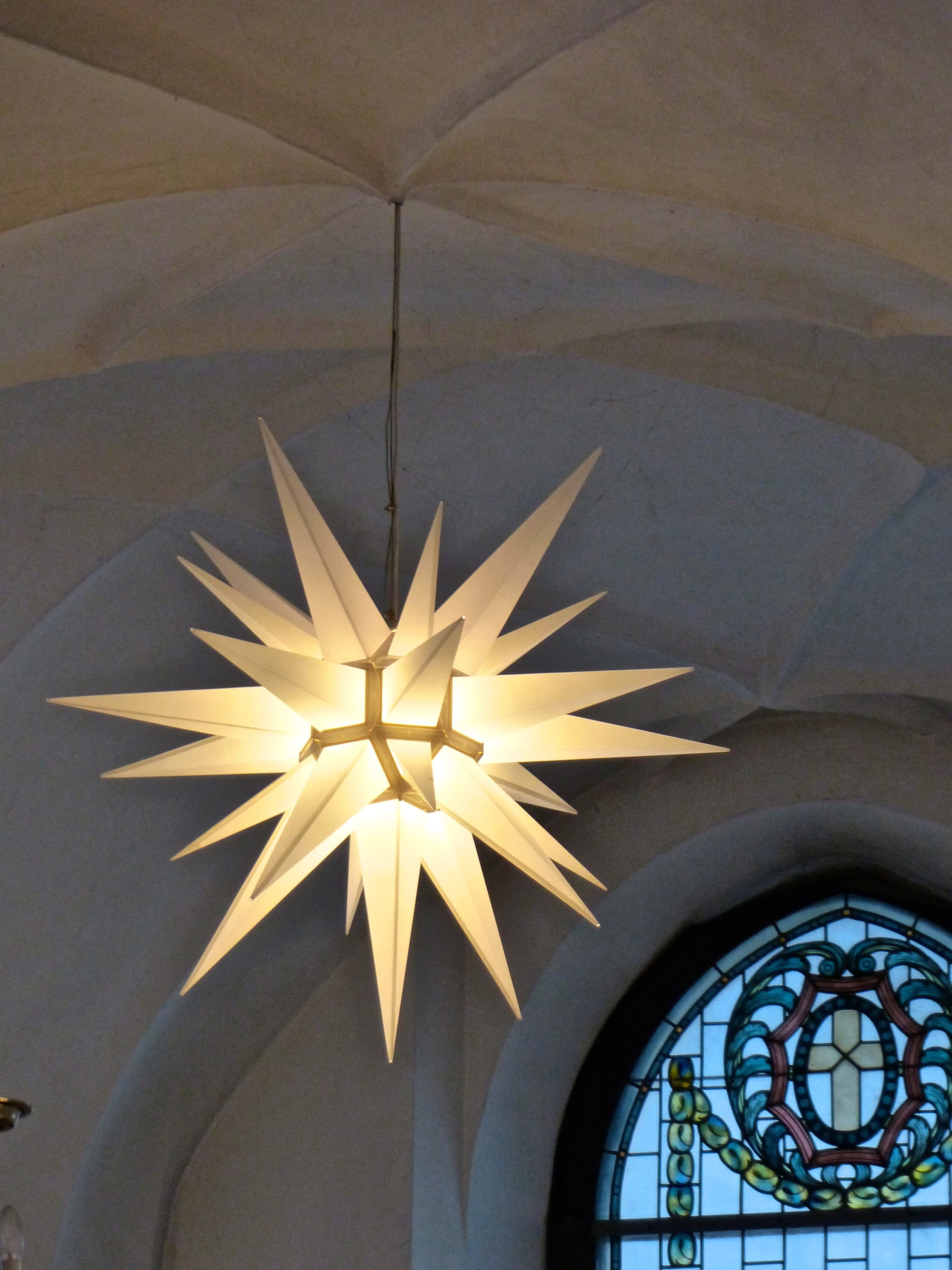
Белая звезда в горной церкви св. Мариена в Аннаберг-Буххольце